# Mal (Film)
Mal (portugiesisch für: Böses), Alternativtitel Mal de Nós (portugiesisch in etwa: Wehe uns), ist ein Filmdrama des portugiesischen Filmregisseurs Alberto Seixas Santos aus dem Jahr 1999.
Der Episodenfilm war der letzte Film der renommierten portugiesischen Schauspielerin Zita Duarte vor ihrem Tod im Januar 2000.

## Handlung
Cathy führt ein erfülltes Leben: die katholische, seit ihrer frühen Jugend sozial engagierte Irin arbeitet für eine Nichtregierungsorganisation in Lissabon, wo sie sich um illegale Einwanderer kümmert und ihren Gerechtigkeitssinn pflegt. Sie liebt ihren Ehemann Pedro, ein angesehener Rechtsanwalt, der seine hohen Ideale aus Jugendtagen über die Jahre verloren hat und inzwischen erfolgreich Lobbyarbeit für Unternehmen und Politiker betreibt.
Cathy ist ihrem Mann vollkommen ergeben und bemerkt kaum, welche Veränderung ihr Mann im Laufe der Jahre durchläuft. Er ist sexbesessen und geht immer wieder heimliche Affären ein, obwohl er Cathy weiterhin liebt. Als Sean, ein alter Freund Cathys, sie besucht und sich nun bei ihnen einrichtet, belastet dies die unbemerkt brüchiger gewordene Beziehung, auch, weil Pedro ihn für einen Aktivisten der IRA hält.
Bei einer ärztlichen Routineuntersuchung stellt sich dann völlig überraschend heraus, dass Cathy HIV-positiv ist. Damit erfährt sie, dass Pedro fremdgegangen sein muss, und ihre Welt zerfällt nun Stück für Stück: ihre Arbeit erfüllt sie nicht mehr, ihre Träume gehen ihr verloren, und ihr gewohntes Leben gerät aus den Fugen. Emotional angeschlagen, nähert sie sich dem drogenabhängigen Daniel an, der sie ausrauben wollte und dem sie nun helfen will.
Daniel lebt im Konflikt mit seiner religiösen Mutter, die ihm helfen und auf den rechten Weg bringen will, ohne ihn wirklich zu verstehen. Nach einem missglückten Überfall, bei dem der zunehmend verzweifelte und rücksichtslose Daniel einen Mann erschießt, sucht die Polizei nun nach ihm. Nachdem Cathy sich auf ihn eingelassen hat, verlässt Daniel sie kurzerhand, als sie ihm nicht mehr nur selbstlos und bedingungslos helfen will.
Ein alter Mann durchstreift zeitgleich Lissabon auf der Suche nach seiner verschwundenen Enkelin mit dem einzigen Foto, das er von ihr besitzt und auf dem sie engelsgleich abgebildet ist. Als zwei Straßenjungen das Foto zerstören, bricht er emotional zusammen. Seine verschwundene Enkelin durchstreift derweil selbst die Straßen Lissabons, mal engelsgleich einem blinden Musiker helfend, mal gar nicht engelsgleich, als sie ungerührt dem Selbstmord eines Juweliers beiwohnt, der die Bosheit, den Hass und die Verachtung seiner Frau Assunção nicht länger ertragen kann.
Derweil sucht Pedro, der sein macht- und sexhungriges Leben unverändert weiterführt, nach Cathy. Die aber streift nun selbst verloren und des Lebens überdrüssig durch die Straßen Lissabons.
Als ein Erdbeben die Stadt erreicht, ist es die verlorene Enkelin, die wie ein Todesengel das Ende dieser Welt verkündet.

## Produktion und Rezeption
Der Film wurde von der portugiesischen Filmproduktionsgesellschaft Rosa Filmes in Koproduktion mit der irischen Metropolitan Films, der spanischen Camelot Pélis, der brasilianischen Quimera Filmes und dem öffentlich-rechtlichen portugiesischen Fernsehsender RTP produziert, unter finanzieller Beteiligung der portugiesischen Filmförderung IPACA (heute ICA), des Eurimages-Filmfonds des Europarats und der Filmförderung des brasilianischen Kulturministeriums.
Das Werk feierte am 6. September 1999 beim Filmfestival von Venedig 1999 Premiere und war dort im Wettbewerb um einen Goldenen Löwen nominiert. Der Film lief danach auf weiteren Filmfestivals wie dem Internationalen Filmfestival Thessaloniki oder den Festivals des Europäischen Films in Tschechien und Singapur. 2000 wurde er beim Caminhos do Cinema Português als bester Film ausgezeichnet.
Nach einer Vorpremiere am 24. Februar 2000 im Lissabonner Cinema São Jorge kam er am 25. Februar 2000 in die portugiesischen Kinos, wo er mit 5.734 Besuchern zumindest ein Achtungserfolg wurde. Auch die Filmkritik nahm den Film positiv auf.
Mal erschien zunächst als VHS-Kassette und 2000 als DVD bei Costa do Castelo Filmes.